# Dukovce
Dukovce (in ungherese Dukafalva) è un comune della Slovacchia facente parte del distretto di Svidník, nella regione di Prešov.